# Kärrsjön (Skephults socken, Västergötland)
Kärrsjön är en sjö i Marks kommun i Västergötland och ingår i Viskans huvudavrinningsområde.